# 杨村站
杨村站位于中华人民共和国天津市武清区杨村街道，是京沪铁路上的一个车站，建于1895年，目前为三等站，由中国铁路北京局集团北京车务段管辖，现车站仅办理货运业务：办理整车、零担货物发到。

## 历史
- 始建于1895年。
- 自2025年4月18日起，杨村站无旅客列车停靠，停办旅客业务。停办客运前杨村站每日有两班旅客列车，分别为1462次列车与K1785次列车。

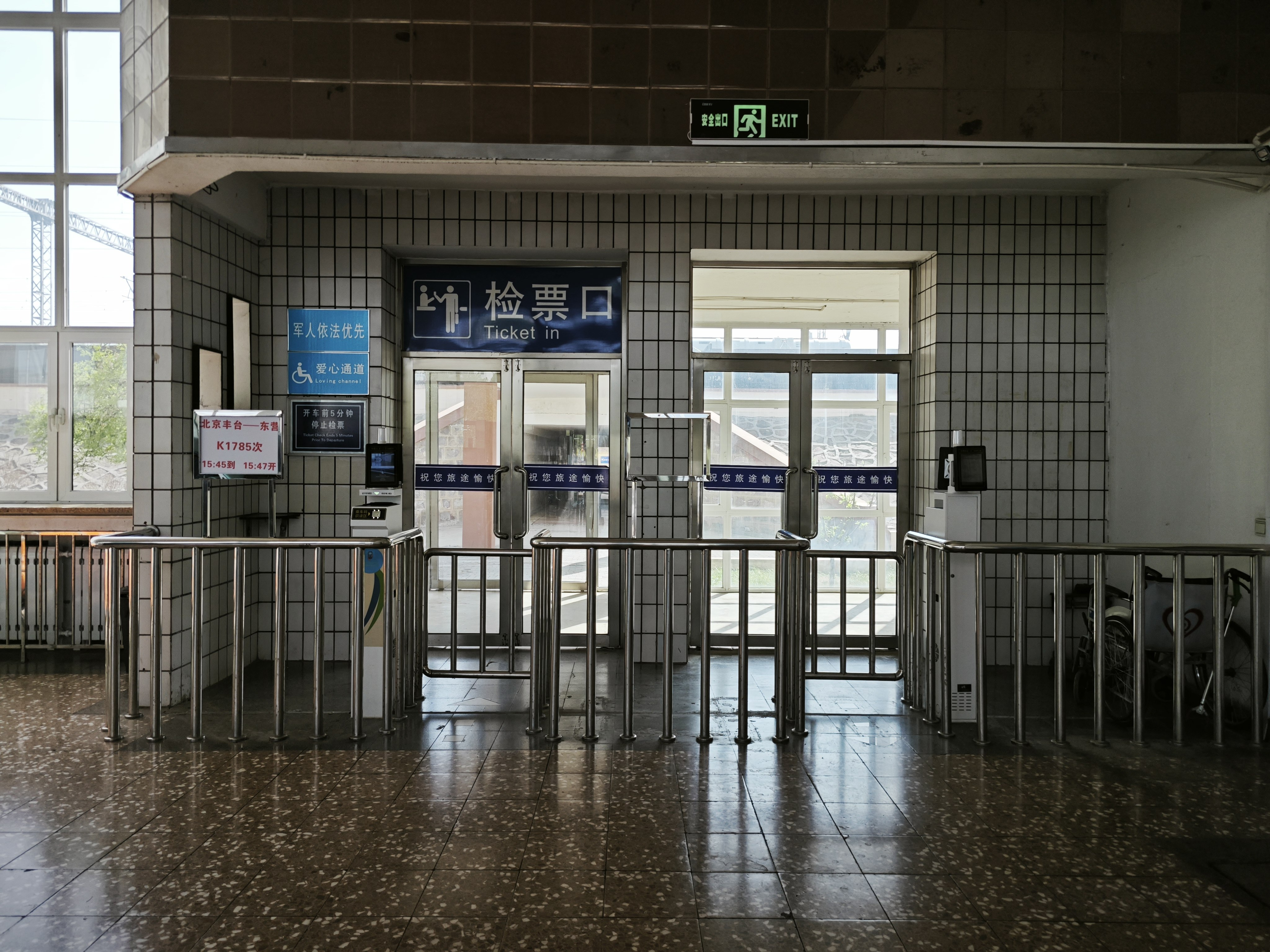
2025年4月17日，杨村站最后一班客运列车K1785次检票口